# Wysokosieliszcze
Wysokosieliszcze (ros. Высокоселище) – wieś (sieło) w Rosji, w obwodzie briańskim, w rejonie suraskim. W 2010 liczyła 315 mieszkańców.